# Perkins (Misuri)
Perkins es un lugar designado por el censo ubicado en el condado de Scott en el estado estadounidense de Misuri. En el Censo de 2020 tenía una población de 123 habitantes y una densidad poblacional de 286,04  habitantes por km². Fue incluido como CDP en el censo de 2020. 

## Geografía
Perkins se encuentra ubicado en las coordenadas 37°05′41″N 89°46′31″O / 37.09472, -89.77528.Según la Oficina del Censo de los Estados Unidos,  tiene una superficie total de 0,43  km², todos correspondientes a tierra firme.